# Cameronidion
Cameronidion là một chi nhện trong họ Theridiidae.